# لسکوویتسا (آلکساندروواتس)
لسکوویتسا (به صربی: Leskovica) یک منطقهٔ مسکونی در صربستان است که در الکساندراواک واقع شده‌است. لسکوویتسا ۲۹۸ نفر جمعیت دارد.